# 존 볼린저
존 A. 볼린저(영어: John A. Bollinger, 1950년 5월 27일 ~ )는 미국의 저술가이자 재무분석가이다. 1983년 주가 기술적 분석 도구인 '볼린저 밴드'를 개발했다.